# 2020年東京オリンピックのエストニア選手団
2020年東京オリンピックのエストニア選手団は、2021年7月23日から8月8日にかけて日本の首都東京で開催された2020年東京オリンピックのエストニア選手団、およびその競技結果。

## メダル
| メダル | 選手名                                                                    | 競技         | 種目         | 日付    |
| ------ | ------------------------------------------------------------------------- | ------------ | ------------ | ------- |
| 金     | ユリア・ベリヤエワ カトリナ・レヒス エリカ・キルプ イリーナ・エンブリッチ | フェンシング | 女子エペ団体 | 7月27日 |
| 銅     | カトリナ・レヒス                                                          | フェンシング | 女子エペ個人 | 7月24日 |

## 種目別選手

### レスリング
- ヘイキ・ナビ (男子グレコローマン130kg級)[1]
- エップ・マエ（英語版） (女子フリースタイル76kg級)[1]

### セーリング
- 男子レーザー級[2]
- 女子RS:X級[2]